# نهر ساو فرانسيسكو
نهر ساو فرانسيسكو (تلفظ برتغالي: ‎/sɐ̃w fɾɐ̃ˈsiʃku/‏) هو نهر موجود في البرازيل. ومن خلال طوله البالغ 2,914 كيلومتر (1,811 ميل)، فإنه أطول نهر يجري بالكامل في مناطق برازيلية، ورابع أطول نهر في أمريكا الجنوبية وفي مختلف أرجاء البرازيل (بعد الأمازون وبارانا وماديرا). وقد اشتهر باسم أوبارا (Opara) من خلال الأشخاص الأصليين قبل الاستعمار، وما زال يشتهر باللقب المثير فيلهو شيكو (Velho Chico) («فرانك القديم»).
وينبع ساو فرانسيسكو من سلسلة جبال كاناسترا في الجزء الغربي الأوسط من ولاية ميناس غيرايس. وهو يجري بشكل عام نحو الشمال في ولايات ميناس غيرايس وباهيا، خلف سلسلة الجبال الساحلية، حيث يجري خلال منطقة يزيد طولها عن 630,000 كيلومتر مربع (240,000 ميل2)، قبل التوجه نحو الشرق ليكون بمثابة الحدود بين باهيا والضفة الغربية وولايتي بيرنامبوكو وألاغواس  في الضفة الشرقية. وبعد ذلك، فإنه يشكل الحدود بين ولاية ألاغوس وولاية سيرجيبي ، ثم يصب في المحيط الأطلنطي. وبالإضافة إلى الولايات الخمسة التي يمر نهر ساو فرانسيسكو خلالها أو يحدها، فإن الحوض الذي يجري به يشتمل كذلك على وافد من ولاية غوياس والمقاطعة الفيدرالية.
وهو يعد بمثابة نهر هام للبرازيل، حيث يطلق عليه اسم «نهر التكامل الوطني» لأنه يوحد مناخات وأقاليم متعددة في الدولة، خصوصًا الجنوب الشرقي مع الشمال الشرقي. ويمكن الملاحة فيه بين مدينة بيرابورا (ميناس غيرايس) ومدينة جوازيرو (باهيا)، بالإضافة إلى بيرانهاس  (آلاجواس) والمصب على المحيط، ولكن نقل الركاب بشكل تقليدي اختفى في السنوات الأخيرة بسبب التغييرات التي حدثت في تدفق النهر.

## الاكتشاف
تم اكتشاف النهر في البداية على يد الأوروبيين في الرابع من أكتوبر عام 1501 من خلال مكتشف فلورانسا أميريجو فيسبوتشي ، الذي قام بتسميته على اسم سانت فرانسيس الأسيزي، الذي يصادف يوم عيده يوم الرابع من أكتوبر.
في عام 1865، تم نقل المستكشف والدبلوماسي البريطاني ريتشارد فرانسيس بيرتون  إلى سانتوس في البرازيل. وقد قام باستكشاف المرتفعات الوسطى، حيث قام بالسير عبر النهر من منبعه في شلالات باولو آفونسو.

## الأجزاء الأربعة المكونة لنهر ساو فرانسيسكو

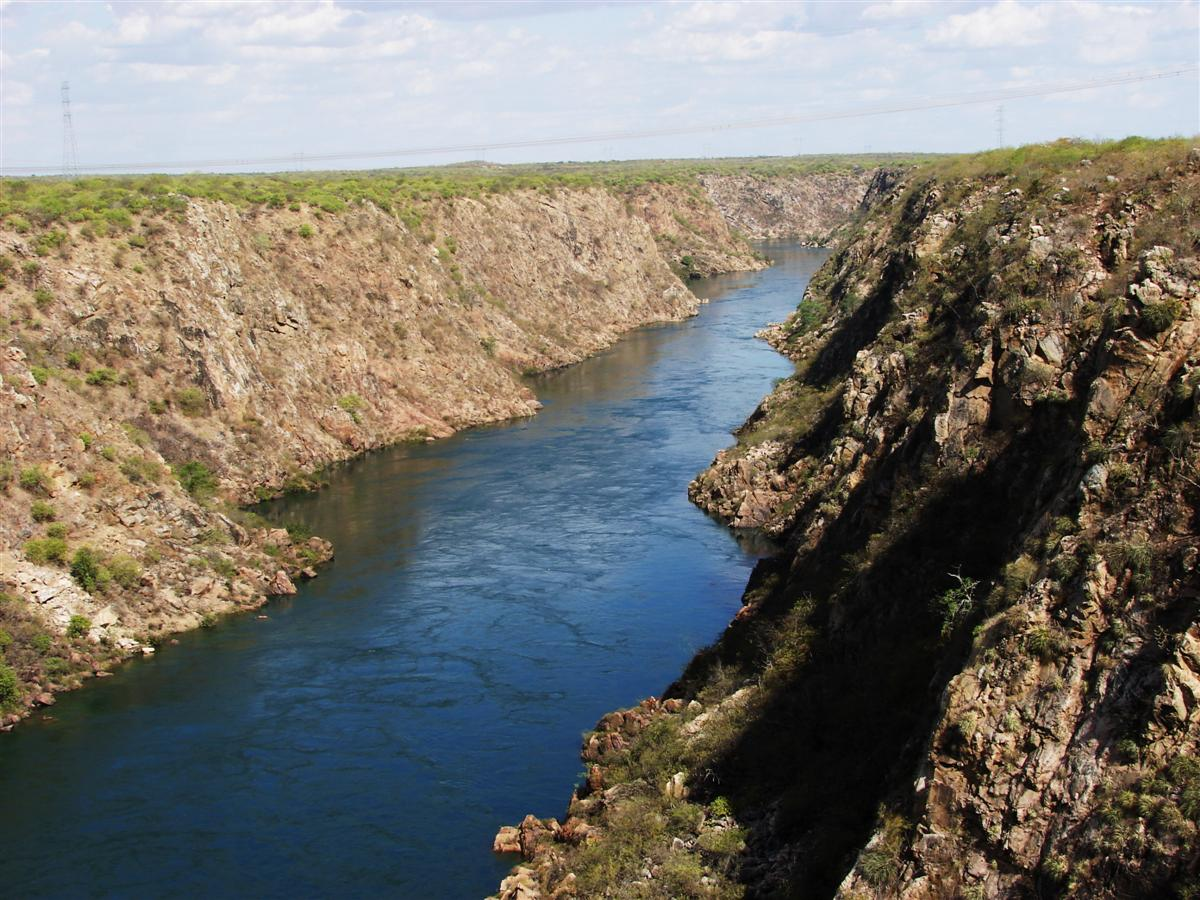
نهر ساو فرانسيسكو إلى الجنوب من باولو أفونسو

يمكن أن يتم تقسيم مسار النهر، الذي يجري عبر خمس ولايات، إلى أربع أقسام، كما يلي:
1. الجزء العلوي، من منبعه إلى بيرابورا في ميناس غيرايس.
2. الجزء العلوي الأوسط، من بيرابورا، حيث يبدأ الجزء الذي يمكن الملاحة فيه، وحتى ريمانسو (باهيا) وسد سوبرادينهو
3. الجزء السفلي الأوسط، من سد سوبرادينهو إلى باولو آفونسو، وكذلك في باهيا (على الحدود مع آلاجواس)، حيث ينتهي في سد إيتابارشيا
4. الجزء السفلي، من باولو آفونسو حتى مصب النهر في المحيط الأطلنطي

## الروافد
يحصل النهر على المياه من 168 نهرًا وجدولاً، منها 90 على الضفة اليمنى و78 على الضفة اليسرى.
الروافد الرئيسية هي:
- نهر باراوبيبا
- نهر أبايتي
- نهر داس فيلهاس
- نهر جيكويتاي
- نهر باراكاتو
- نهر يوروكويا
- نهر فيردي جراند
- نهر كارينهانها
- نهر كورينتي
- نهر جراند

## إمكانية الملاحة

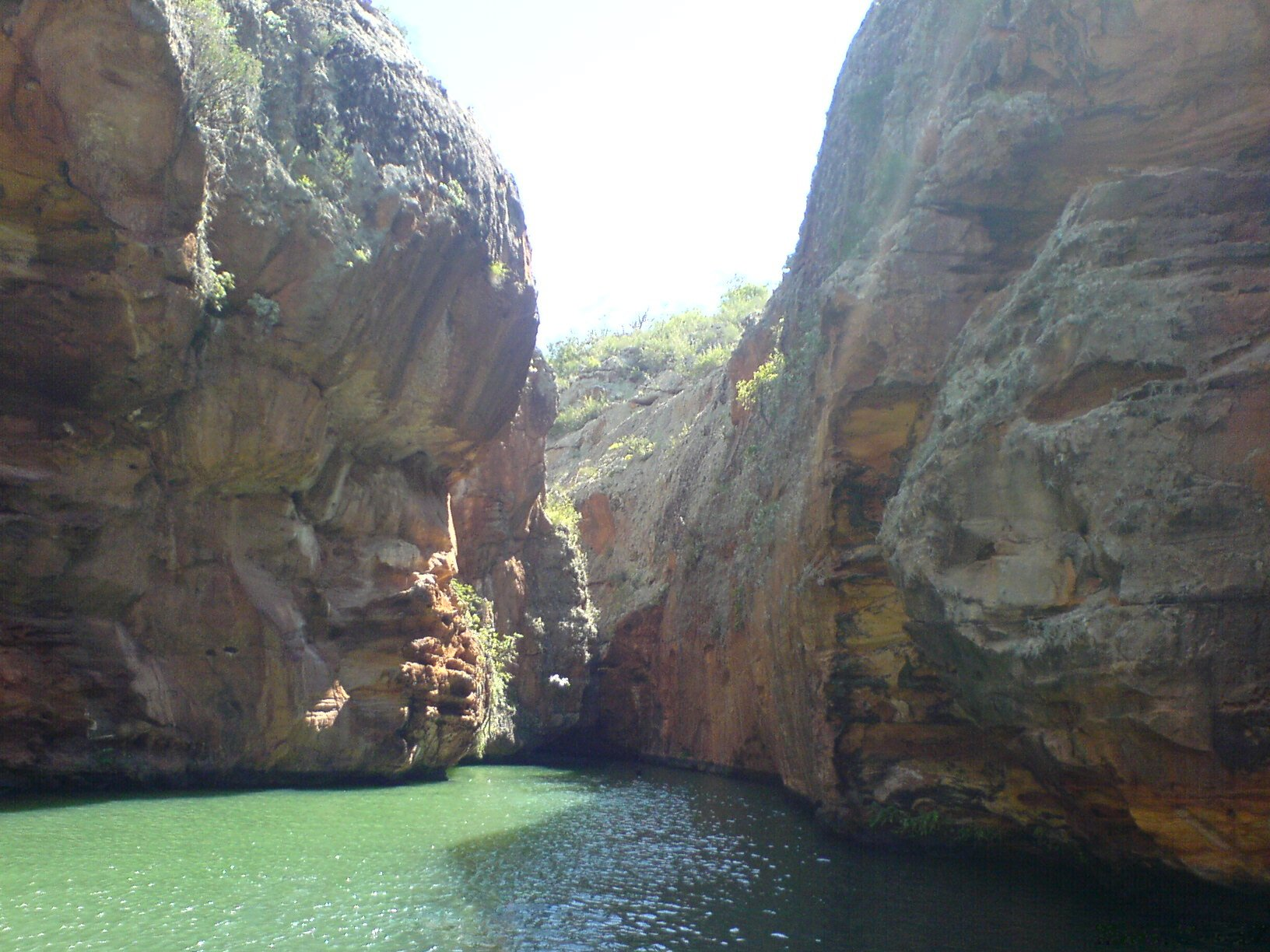
وادٍ ضيق في نهر ساو فرانسيسكو

يمكن الملاحة في نهر ساو فرانسيسكو بشكل طبيعي على مدار العام بين بيرابورا (ميناس غيرايس) ومدينتي بترولينا (Petrolina) (برنامبوكو (Pernambuco)) وجوازيرو (Juazeiro) (باهيا)، بطول 1,371 كيلومتر (852 ميل). ومع ذلك، هناك تنوعات كبيرة في العمق اعتمادًا على هطول الأمطار. بسبب تنوع السمات المادية على طول المسار الذي يمكن الملاحة فيه، يمكن تقسيمه إلى ثلاثة أقسام فرعية، كما يلي:
1. من بيرابورا إلى بيلاو آركادو (Pilão Arcado) (باهيا)، بطول 1,015 كيلومتر (631 ميل)، ويمكن أن تحدث اختلافات في الارتفاع بما يصل إلى 6 متر (20 قدم) بسبب الأمطار والجفاف.
2. من بيلاو أركادو وحتى سد سوبرادينهو، فإن خزان سوبرادينهو بطول 314 كيلومتر (195 ميل)، ومساحته هي 4,214 كيلومتر مربع (1,627 ميل2) بالإضافة إلى أنه يتميز بعمق جيد.
3. من سد سوبرادينهو إلى بترولينا/جوازيرو، بطول 42 كيلومتر (26 ميل) ومتوسط عمق 2 متر (6 قدم 7 بوصة)، وبتدفق مستدام 1500 م3/ ثانية (حوالي 53000 قدم مكعب / ثانية).

حتى أعوام قريبة، كان يستخدم أحد أنواع قوارب الركاب التي يطلق عليها اسم جايولا (gaiola) (والتي تعني «القفص» باللغة البرتغالية) للملاحة في نهر ساو فرانسيسكو. وهي عبارة عن بواخر تعمل بالمجداف والعجلة، وبعضها كان عبارة عن زوارق المسيسيبي وتعود إلى وقت الحرب الأهلية الأمريكية. وبعد أن تم بناء سد سوبرادينهو في باهيا، تغيرت ظروف إمكانية الملاحة بشكل كبير، حيث إن الحجم الكبير للخزان سمح بتكوين موجات قصيرة ذات ارتفاع كبير. رغم أن السد يحتوي على هويس، فإن الموجات والتيارات جعلت عبور البحيرة صعبًا على قوارب الجايولا. وفي نفس الوقت، فإن إزالة الغابات والاستخدام الزراعي المكثف لمياه المسار العلوي في نهر ساو فرانسيسكو وروافده قللت بشدة من تدفق المياه في المسار الأوسط، مما أدى إلى تكون الضفاف الرملية والجزر التي أعاقت حركة الملاحة.
وخلال وقت قصير، جعلت الظروف الملاحة مستحيلة على قوارب الجايولا الكبيرة، إلا أن الملاحة كانت ممكنة بالنسبة للقوارب صغيرة الحجم. ولا تزال هياكل هذه الزوراق موجودة في النهر في بيرابورا. ومنذ عام 2009، لم يبق إلا قارب واحد، اسمه بنجامين جويمارايس (Benjamim Guimarães)، يعمل، حيث يقوم بعمل رحلات سياحية قصيرة من بيرابور إلى ساو روماو (São Romão) والعودة مرة أخرى.

## المدن والسكان

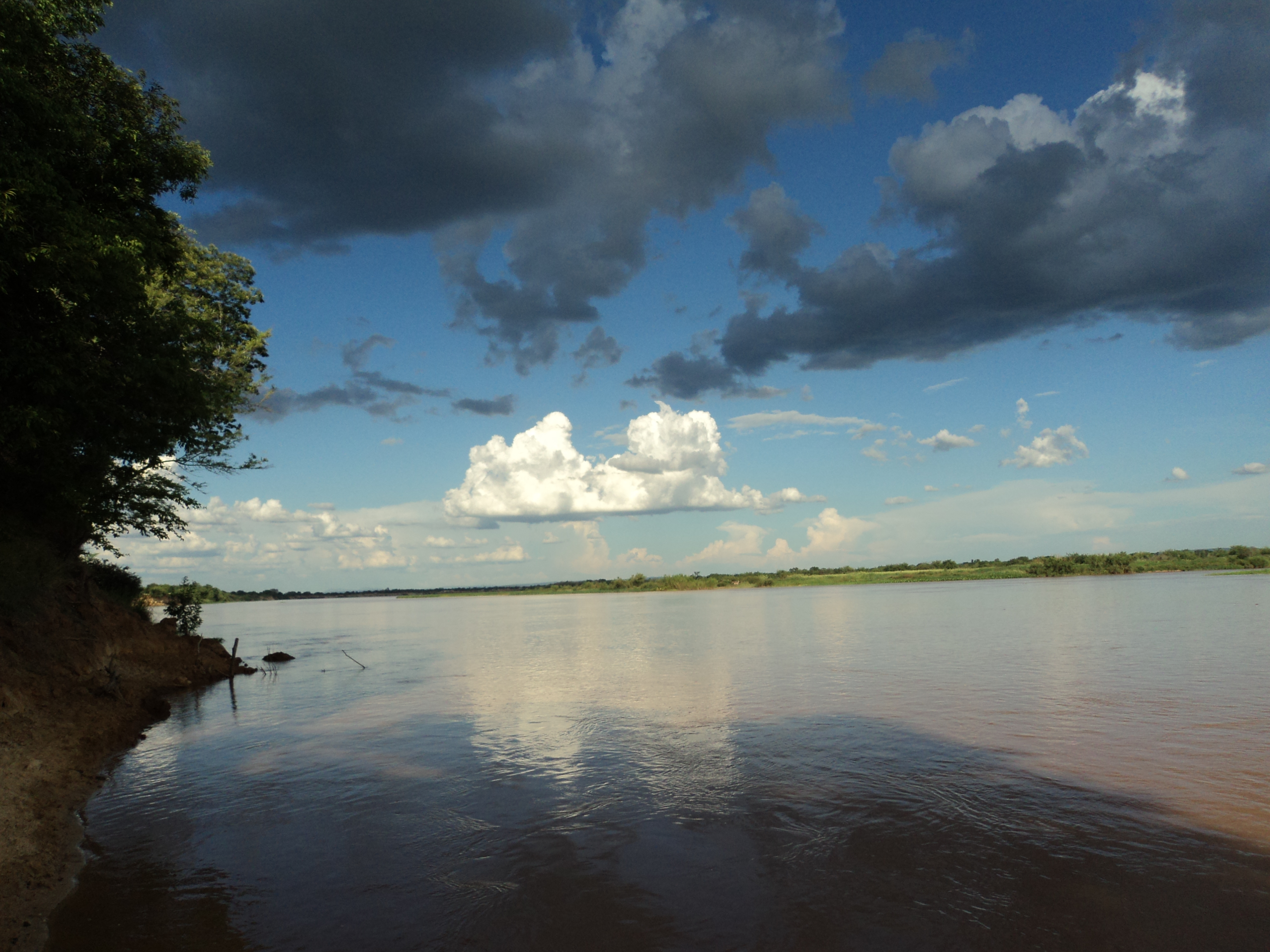
نهر ساو فرانسيسكو في سيتيو دو ماتو، باهيا، البرازيل

المنطقة التي يمر خلالها النهر هي منطقة شاسعة، ويندر بها السكان، إلا أن العديد من المدن تقع على النهر. بدءًا من ميناس جيرايس، يعبر النهر بيرابورا، ثم ساو فرانسيسكو، ثم جنيواريا (Januária)، ثم بوم جيسوس دو لابا (Bom Jesus da Lapa)، ثم مدينتي بترولينا وجوازيرو، وباولو آفونسو. وتتسم المناطق النائية بأنها قاحلة وغير مسكونة، وبالتالي فإن العديد من المدن صغيرة الحجم ومعزولة. وقد نمت كل من بترولينا وجوازيرو فقط لتصبحا مدينتين متوسطة الحجم وأصبحتا مزدهرتين بسبب إنتاج الفواكه اعتمادًا على الري.

## السدود الكهرومائية
بدأت الاستفادة من القدرات الكهرومائية للنهر في عام 1995، عندما تم بناء سد باولو أفونسو بين باهيا وآلاجواس. وتوفر محطة باولو آفونسو حاليًا الطاقة الكهربية لشمال شرق البرازيل بشكل كامل. كما تم بناء أربعة محطات طاقة كهرومائية أخرى: تريس مارياس (Três Marias) في ميناس جيرايس، التي تم بناؤها في عام 1961، وسد سوبرادينهو في باهيا، والذي تم بناؤه في عام 1977، ولويز جونزاجا (إيتاباريكا (Itaparica))، بين باهيا وبيرنامبوكو (Pernambuco)، في عام 1988 وسد زينجو (Xingó) بالقرب من بيرانهاس (Piranhas) في عام 1994. ويعد خزان سوبرادينهو واحدًا من أكبر البحيرات الصناعية في العالم، حيث تصل مساحته إلى 4,214 كيلومتر مربع (1,627 ميل2).

## الأهمية الثقافية
ويمتلك نهر ساو فرانسيسكو أهمية كبيرة في التاريخ وخصوصًا في الفولكلور. ويتم الاحتفاء بهذا التاريخ في الأغاني والأساطير والهدايا التذكارية المعتمدة على الكارانكا، وهي نوع من أنواع المرزاب التي توضع في مقدمة قوارب الجايولا وتهدف إلى إخافة الأرواح الشريرة في النهر من القارب. وقد قامت المتاجر السياحية البعيدة عن النهر بعمل نسخ حديثة ومصغرات من أصول تلك الكارانكا الأصلية التي اختفت. وما زالت قصص الأوراح الشريرة والوحوش في النهر موجودة حتى الآن.
ومن باولو آفونسو وحتى مدينة بينيدو (Penedo) التاريخية (آلاجواس)، يمر النهر في الجزء السفلي من ممر ضيق أو وادٍ ذي جانب منحدر. وقد كانت مدينة بيرانهاس (Piranhas)، وهي مدينة قريبة، محطة للسكك الحديدية فيما مضى. وتحتوي المدينة على عدد من المباني التاريخية المهجورة من تلك الفترة. وقد تم ترميمها وتظهر كمصادر جذب سياحية.

## مشروع تحويل مسار النهار المثير للجدل (تحت الإنشاء)
في عام 2005، اقترحت الحكومة البرازيلية مشروعًا مثيرًا للجدل لتحويل مسار المياه من أجل نقل المياه من النهر إلى المناطق شبه القاحلة في أربع ولايات برازيلية (وهي Ceará (سيارا) وبيرنامبوكو وبارايبا (Paraíba) وريو جراند دو نورت (Rio Grande do Norte)). ويقول المهتمون بالشئون البيئية أن هذا المشروع سيسبب ضررًا أكبر من النفع المتوقع منه، حيث إنه لن يفيد إلا ملاك الأراضي الكبير وعدد قليل للغاية من السكان، في حين أنه سيكون له تأثير بيئي كبير. وتصر الحكومة على أن هذا المشروع سوف يوفر للأشخاص في الولايات الأربعة الإمداد الضروري للغاية من المياه.
والنقطة التي يتم منها أخذ المياه من أجل مشروع تحويل المسار موجودة في كابروبو (Cabrobó).

## وصلات خارجية
- Main Brazilian Hydrographic Basins Map and brief description
- Detailed Basin map (in Portuguese)
- The São Francisco River and its numbers (in Portuguese)
- Picture gallery (in Portuguese)
- Organization of American States' document on the river